# معتوق آدم الرقعي
معتوق آدم الرقعي المغربي هو سياسي وشاعر ليبي. يُعتبر أول وزير للسياحة. كما أنه آخر وزير داخلية في العهد الملكي.

## الوظائف
عُين سكرتيراً لبلدية إجدابيا عام 1950 أيام إمارة برقة، ثم قابله السيد ونيس القذافي مراقب بلديات برقة، فأعجب به واقترح عليه الانتقال إلى بنغازي.
عمل ناظراً (وزيراً محلياً) للمالية، والاقتصاد في ولاية برقة، ثم عمل عدة وظائف، منها:
- وكيل وزير الداخلية الليبي.
- محافظ محافظات درنة – الخمس – الزاوية – الجبل الأخضر.

## الوزارات
تولى وزارة السياحة في حكومتي عبد الحميد البكوش وونيس القذافي ما بين يناير 1968 إلى يونيو 1969، وهو يعتبر أول وزير للسياحة في ليبيا (تولاها قبله عمر بن عامر بشكل مؤقت).
ومن غرائب الأقدار أن تنتهي حياته السياسية مع ونيس القذافي كما بدأت معه عام 1950، حيث تولى وزارة الداخلية في حكومته في يونيو 1969، وظل فيها حتى وقوع انقلاب 1 سبتمبر 1969 الذي أنهى الحكم الملكي، فكان آخر وزير داخلية في ذلك العهد.

## وفاته
توفي في 2 أبريل 2019.

## شعره
له شعر باللهجة الليبية العامية، جُمع في ديوان باسم «ديوان معتوق آدم الرقعي».